# Pesukei Dezimra
Pesukei dezimra (aramaico: פסוקי דזמרא, P'suqế dh'zimra "versi dell'inno") o zemirot, come vengono chiamate nella tradizione ebraica spagnola e portoghese, sono un gruppo di preghiere recitate quotidianamente durante il servizi liturgici ebraici Shacharit. Pesukei dezimra comprende varie benedizioni, Salmi e serie di versi.
Lo scopo di pesukei dezimra è che l'orante reciti lodi a Dio prima di invocare richieste successivamente, durante Shacharit e nel corso della giornata.

## Origine
Inizialmente, pesukei dezimra consisteva solo dei Salmi 145-150, iniziati da Rabbi Jose ben Halafta nel II secolo. Per lungo tempo tali preghiere rimasero facoltative, ma in seguito Maimonide affermò che la preghiera doveva essere recitata in uno stato d'animo ottimista e, di conseguenza, queste preghiere entrarono a far parte del servizio regolare. Maimonide disse anche che queste preghiere dovevano esser recitate lentamente e con passione, e che recitarle velocemente - come facevano molti fedeli durante il giorno - non serviva a niente.